# Nicolò Palma

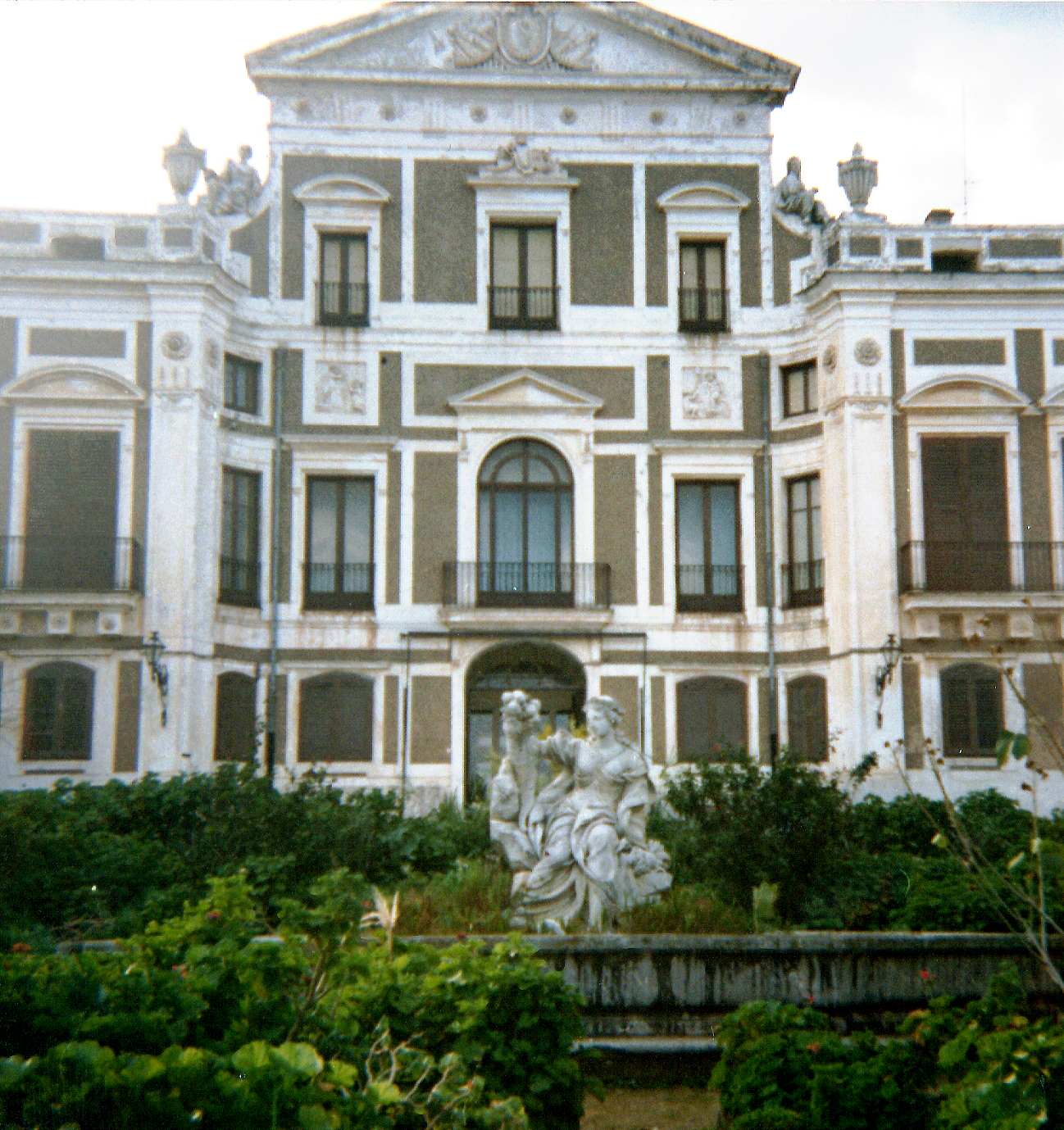
Villa Comitini-Trabia

Nicolò Palma (* 1694 in Trapani; † 1779 in Palermo) war ein Architekt zwischen Barock und Klassizismus auf Sizilien.
Er war Neffe und Schüler des Architekten Andrea Palma aus Trapani. 1730 oder 1739 wurde er vom palermiatischen Senat zum städtischen Architekten berufen. Neben der Bauleitung zahlreicher Adelspaläste oblag ihm auch zwischen 1750 und 1770 die Ausrichtung öffentlicher Feste.
Sein architektonisches Hauptwerk ist die Parkanlage der Villa Giulia, die mit ihrem geometrischen Grundschema ein typisches Beispiel für den Klassizismus des späten 18. Jahrhunderts darstellt.

## Werke (Auswahl)
- Santa Maria dell’Ammiraglio (Palermo): Entwurf der Fassade (um 1750)
- San Gioacchino (Palermo): Bauleitung (1736)
- Villa Pantelleria (Palermo): Entwurf und Ausführung (1740)
- Chiesa di S. Lucia al Borgo (Palermo): Entwurf und Bauleitung (Kirche nicht mehr vorhanden)
- Albergo dei Poveri (Palermo): Bauleitung (mit Giuseppe Venanzio Marvuglia und D. Marabitti)
- Palazzo Comitini (Palermo): Leitung der Umbaumaßnahmen (1766–1781)
- Villa Giulia (Palermo): Entwurf (1777)
- Villa Comitini-Trabia (Bagheria): Bauentwurf (um 1760)
- Ustica: Beteiligung an der Planung der Inselstadt